# Heinrich Schlotermann
Heinrich Eduard Alfred Schlotermann (* 24. Juli 1859 in Ruhla / Thüringen; † 22. Juli 1927 in Ostheim vor der Rhön, beerdigt in Berlin-Friedenau) war ein deutscher Landschaftsmaler.

## Leben
Heinrich Schlotermann wurde geboren als drittes Kind des Kaufmanns und Schutznachbarn Carl Friedrich Joachim Schlotermann (* 1816) und dessen Frau Henriette Friederike, geb. Enders (* 1823). Er erhielt seine Ausbildung an der Kunstakademie in Dresden sowie in Berlin an der Akademie der Künste bei Eugen Bracht (1842–1921). Schlotermann beschickte ab der Jahrhundertwende regelmäßig die Große Berliner Kunstausstellung mit seinen Werken. Er kaufte 1895 die Büdnerei B 9 (Heute: Bernhard-Seitz-Weg 13) in Althagen und gehörte wie Paul Müller-Kaempff, Elisabeth von Eicken, Friedrich Wachenhusen oder Anna Gerresheim zur Gründergeneration der Künstlerkolonie Ahrenshoop. Seit 1908 war er Mitglied im Verein Berliner Künstler. Nach dem Ersten Weltkrieg und der Inflation verlieren sich die Spuren des Malers, die letzten Hinweise sind der Berliner Wohnsitz des Künstlers im Katalog zur Großen Berliner Kunstausstellung 1922 sowie die Angaben in den Berliner Adressbüchern bis zum Jahr 1927. Heinrich Schlotermann war verheiratet mit Johanne Christine Berta, geb. Moritz (1866–1909), Tochter eines Lüneburger Apothekers.

## Werk
- Große Berliner Kunstausstellungen: Der Waldgraben, Herbstwald (1901); Novembersonne, Kirchhof an der Ostsee (1902); Kirche in den Dünen (1903); Am Rande des Darss – Pommersche Küste (1905); Herbstsonne (1906); Abend im Spätherbst, Vorfrühling (1908); Märzschnee, Grauer Herbsttag (1909); Herbstabend, Am Kanal (1910); An der Augustenburger Föhrde (1911); Am Ratzeburger See (1912); Waldteich (1914); Flußtal (1916);[7][8] Vorfrühling (1922);
- Sommerwiesen im Spreewald,[9] Im Spreewald (1912)[10]
- Getreideernte auf Fischland, Mooreinsamkeit, Getreidegarben (1897); Sommerliche Flußbiegung mit Dame in blauem Kleid (1914); um die Jahrhundertwende auf Berliner Kunstausstellungen mit Bildern von Fischland, Darß und Vilm vertreten (Am Ende des Dorfes, Im Ahrenshooper Wald, Althagen im Winter)[11]